# John Herrington
John Bennett Herrington, född 14 september 1958 i Wetumka, Oklahoma, är en amerikansk astronaut uttagen i astronautgrupp 16 den 5 december 1996.

## Rymdfärder
- STS-113